# Petz (empresa)
A Petz, anteriormente Pet Center Marginal, é uma rede brasileira de loja de animais de estimação, uma das maiores no país.
Atualmente, conta com 249 lojas em 23 estados e no Distrito Federal. Geralmente as unidades são compostas de loja, centro de veterinária e banho e tosa.

## Histórico
Foi fundada em 2002 por Sergio Zimerman em São Paulo, com uma loja na Marginal Tietê. Em 2013, o fundo de private equity Warburg Pincus comprou 50,01% das ações da empresa e assumiu o controle acionário.
Em 2017, recebeu o prêmio Época Reclame Aqui de melhor atendimento em e-commerce pet e Zimerman escolhido o empresário do ano em 2018.[carece de fontes?]
Em setembro de 2020, passou a ser negociada na B3 No primeiro dia, as ações tiveram uma valorização de 21,82%.

## Fusão
Em 2024, anunciou plano de fusão com a Cobasi. A fusão poderia resultar numa companhia com faturamento de cerca de 7 bilhões de reais e 500 lojas em todo o país, com market share de 15% do mercado nacional de varejo pet. A fusão ainda depende da aprovação do Conselho Administrativo de Defesa Econômica (CADE).

## Ver Também
- Pet Shop
- Cobasi